# 린지 대븐포트

린지 앤 대븐포트(Lindsay Ann Davenport, 1976년 6월 8일 ~ )은 전 세계 랭킹 1위였던 미국의 프로 테니스 선수이다. 그녀는 그랜드 슬램 대회에서 3회 우승했으며 올림픽 테니스 종목에서도 금메달을 1회 획득했다. 2005년 미국의 테니스 전문 잡지 Tennis는 그녀를 최근 40년간 가장 뛰어났던 선수들 중 29번째로 꼽았다. 그녀는 1975년 이래 슈테피 그라프, 마르티나 나브라틸로바, 크리스 에버트 다음으로 연말 랭킹 1위를 4회 이상 기록한 네 번째 여자 선수이다. 그녀는 1998, 2001, 2004, 2005년에 연말 랭킹 1위를 기록했었다.

## 수상 경력 및 이력
- 1993년 테니스 매거진(Tennis Magazine) 및 월드 팀 테니스(World Team Tennis) 선정 올해의 루키(the Rookie of the Year)
- 1996년 국제 테니스 연맹(ITF) 여자 복식 세계 챔피언
- 1998년 ITF 여자 단식 및 복식 세계 챔피언
- 1998년 테니스 매거진 선정 올해의 선수
- 1998·1999년 여자 테니스 협회(WTA) 선정 올해의 선수
- 1998·1999년 다이아몬드 에이스 상(Diamond ACES award) 수상
- 1999년 윔블던 여자 단·복식 석권 후 미국 올림픽 위원회 선정 이 달의 여자 선수(7월).
- 2000년 프랑스 오픈에서 기자단 선정 프리 오렌지 상(Prix Orange) 수상 (공정성, 친철, 적극성, 호의 등의 면에서 가장 훌륭한 선수에게 주어지는 상)
- 2002년 WTA 선수 협의회에 재선출
- 2004년 국제 테니스 작가 협회(International Tennis Writers Association) 선정 테니스 상 여자 대사(the 2004 women's Ambassador for Tennis award) 공동 선정
- 2007년 WTA 선정 올해의 컴백 선수

## 같이 보기
- 역대 윔블던 여자 단식 우승자
- 역대 그랜드 슬램 여자 단식 우승자